# My Documents
My Documents là tên được biết đến phổ biến của một thư mục đặc biệt trong Microsoft Windows, được phân bổ để giúp người dùng lưu trữ các tệp dữ liệu cá nhân của họ. Tên thực tế của thư mục có thể khác nhau, tùy thuộc vào phiên bản hoặc ngôn ngữ của bản sao cài đặt của Windows. Trong Windows XP, nó chứa các thư mục con khác như "My Pictures", "My Music" và "My Videos". Bắt đầu với Windows Vista, các thư mục con này đã được di chuyển ra khỏi My Documents và được xem là ngang hàng với My Documents.

## Tổng quan
Microsoft lần đầu tiên giới thiệu thư mục "My Documents" trong Windows 95 OEM Service Release 2, làm một vị trí chuẩn để lưu trữ các tập tin do người dùng tạo ra. Thư mục này nằm dưới thư mục gốc của ổ đĩa khởi động, được hiển thị (nhưng không được lưu trữ) trực tiếp trên màn hình nền của người dùng.
Windows 2000, Windows XP và Windows Server 2003 thiết lập thư mục "My Documents" (theo mặc định) trong thư mục hồ sơ của người dùng, như  \Documents and Settings\[user name]\My Documents\ (alias %USERPROFILE%\My Documents\) trên cùng một ổ cứng mà Windows được cài đặt. "My Documents" trong các hệ điều hành này là một trong số các thư mục đặc biệt - một khái niệm được giới thiệu trong Windows 2000 để thêm một lớp trừu tượng giữa giao diện người dùng trình bày thư mục và vị trí và nội dung thực của nó. Do đó, "My Documents" trong các hộp thoại tải / lưu trữ tệp (và trong Windows Explorer) không xuất hiện như một đường dẫn tuyệt đối. Người dùng có thể thay đổi vị trí thực của "My Documents" bằng cách nhấp chuột phải vào biểu tượng "Tài liệu của tôi", chọn tùy chọn Thuộc tính và nhập một vị trí thư mục mới (đường dẫn) trong thẻ Mục tiêu..
Windows Vista thay đổi cách My Documents và các anh chị em của nó (My Pictures, My Music và My Videos) được lưu trữ trên đĩa. Bất kể phiên bản ngôn ngữ nào của Windows, bốn thư mục "Documents", "Pictures", "Music" và "Videos" được tạo trong thư mục hồ sơ gốc của người dùng (% USERPROFILE%). Tuy nhiên Windows Explorer sẽ hiển thị một tên hiển thị khác nhau cho mỗi thư mục đó, tùy thuộc vào ngôn ngữ đã chọn. Ví dụ, bản tiếng Anh của Windows hiển thị "My Documents", bản tiếng Pháp hiển thị "Mes documents" và bản tiếng Đức hiển thị là "Eigene Dokumente" (thay đổi từ "Eigene Dateien" trong Windows XP).
Ngoài bản dịch, tên hiển thị có thể thay đổi tùy thuộc vào chủ sở hữu thư mục. Ví dụ: nếu người dùng đã đăng nhập vào Windows XP và sau đó với tài khoản người dùng A xem các thư mục cá nhân của tài khoản người dùng B qua Windows Explorer, thay vì "My Documents", anh ta thấy "B's Documents". Tùy chỉnh này đạt được bằng cách sử dụng tệp tin desktop.ini.
Một ứng dụng có thể lập trình chuyển đổi các chuỗi môi trường một cách theo chương trình theo đường dẫn do người dùng cung cấp (ví dụ như %USERPROFILE%\My Documents\ hoặc %USERPROFILE%\Documents trong hệ sau) đến một đường dẫn thực tế sử dụng Windows API.

## Các thư mục "My" khác
Windows 98 giới thiệu hai thư mục đặc biệt bổ sung với tiền tố "My": "My Music" và "My Pictures". "My Music" và "My Pictures" không có trong Windows Server 2003 mặc định trừ khi được kích hoạt bằng cách sử dụng tùy chọn Start menu. Cài đặt Windows Media Player 10 hoặc 11 trên Windows XP sẽ thêm một thư mục "Video của tôi" mà Windows Media Player sử dụng để lưu trữ các tệp video được hiển thị trong thư viện phương tiện truyền thông của nó. Windows 7 đã thêm một tính năng mới gọi là Thư viện để giúp người dùng có nhiều trường hợp của các thư mục này bất cứ nơi nào trên máy tính và tổng hợp chúng. 
Nhiều ứng dụng khác đã thông qua quy ước đặt tên "My" khi đặt các thư mục trong thư mục "My Documents" của người dùng:
- Windows Messenger và Windows Live Messenger tạo ra một thư mục "My Received Files" khi sử dụng lần đầu tiên.
- Tính đến  năm 2010 "My Saved Games" (hay chỉ là "Saved Games" kể từ Windows Vista) đang trở thành một địa điểm ngày càng phổ biến cho các trò chơi (đặc biệt là các trò chơi của Microsoft Game Studios) để lưu trữ các lưu trữ của trò chơi cũng như các tệp cài đặt của người chơi. Thực tiễn này nhằm giúp người dùng dễ dàng lưu giữ trạng thái các trò chơi của họ nếu họ gỡ bỏ một trò chơi hoặc nếu họ muốn di chuyển các tệp của họ sang một máy tính mới hơn (ví dụ sử dụng Files and Settings Transfer Wizard). Đối với các mạng có "My Documents" được chia sẻ (xem Chính sách nhóm bên dưới), các máy tính có bản sao của cùng một trò chơi được cài đặt thường không thể chạy cùng một trò chơi cùng một lúc. TweakUI của Microsoft cũng không có khả năng tái tạo đường dẫn thư mục "My Games".

Windows Vista và các phiên bản sau này bổ sung các thư mục cá nhân bổ sung không có tiền tố "My", bao gồm Contacts, Downloads, Links, Saved Games và Searches.

## Chính sách Nhóm
Trên các máy Windows hoạt động như một phần của tên miền Windows Server, các quản trị viên có thể cấu hình vị trí của "My Documents" (và các thư mục đặc biệt khác) thông qua Group Policy. Việc triển khai các máy tính để bàn của các công ty thường chuyển hướng "My Documents" sang một thư mục trên máy chủ của họ.